# Uriah Heep
Uriah Heep – brytyjska grupa progresywno/hardrockowa utworzona w 1969 roku, jeden z prekursorów heavy metalu; w początkach działalności związana z ruchem hippisowskim. Do jej największych przebojów należą fantazyjne ballady: „July Morning”, „Lady in Black” oraz „Come Away Melinda”, osadzone w baśniowym, surrealistyczno-metafizycznym świecie. Za szczytowe osiągnięcie Uriah Heep uważa się album Look at Yourself, którego wydanie stało się właściwym początkiem sławy grupy. Od czasu odejścia wokalisty Davida Byrona popularność ta malała. Dziś wokalistą jest Bernie Shaw.
Zwłaszcza w pierwszym okresie aktywności scenicznej grupa Uriah Heep charakteryzowała się melodyjnymi utworami z bogatymi, nieco odrealnionymi partiami wokalnymi i wyrazistym brzmieniem gitar oraz instrumentów klawiszowych. Kompozycje piosenek zdradzały liczne powinowactwa ze sceną awangardową oraz nurtem progresywnym. Zbliżało ją to do wczesnych dokonań Vanilla Fudge, by później – za sprawą coraz cięższego brzmienia – skierować jej tory w stronę metalu. Zmienił się przy tym styl zespołu: wcześniej mroczny i psychodeliczny (np. „Bird of Prey”), teraz – dynamiczny i żywiołowy, inspirujący się rock and rollem („Spider Woman”), określany często jako art rock. Ze względu na duże znaczenie, jakie nadawali muzycy chórom wokalnym, przez krytyków zespół ironicznie nazwany został mianem „Beach Boysów heavy metalu”. Najbardziej rozpoznawalnym członkiem zespołu był David Byron, wokalista znany ze scenicznej charyzmy oraz rzadko spotykanej skali głosu. Najczęstszym tematem piosenek grupy były problemy egzystencjalne oraz perypetie miłosne przeżywane w odmiennych stanach świadomości: powracającymi w tekstach motywami są wróżki, duchy, magiczne zwierciadła. Utwór „July Morning” uznany został przez krytyków za jedną z największych ballad w historii rocka.
Nazwa zespołu to imię i nazwisko złego charakteru z powieści Karola Dickensa David Copperfield – Uriasz Heep.

## Historia
główne źródło:

### 1969–1971
Początki grupy sięgają 1967 roku, kiedy Mick Box pod wpływem koncertu Jimiego Hendrixa założył w Walthamstow zespół The Stalkers. Gdy w pewnym momencie nastąpiła potrzeba zmiany wokalisty, perkusista, Roger Penlington, zasugerował na to miejsce swojego kuzyna, Davida Garricka. Box i Garrick, posiadając większe aspiracje aniżeli pozostali członkowie grupy, założyli własny zespół – Spice, kompletując do niego jesienią 1969 roku perkusistę Alexa Napiera i basistę Paula Newtona (wcześniej The Gods). W tym okresie Garrick zmienił nazwisko na Byron.
Nowa grupa wzbudziła zainteresowanie menadżera i producenta Gerry’ego Brona, dzięki któremu Spice uzyskał możliwość nagrania pierwszego albumu dla nowego oddziału Philipsa – Vertigo, w londyńskim Lansdowne Studios. Również pod wpływem Brona zespół zmienił nazwę na Uriah Heep:

(...) kiedy zasugerowano, żeby zaczerpnąć nazwę od jednej z postaci z "Davida Copperfielda”, to po prostu była dobra nazwa. Było Deep Purple, Black Sabbath, D, B, a na drugim końcu alfabetu U. Dobrze wyglądało w druku, więc podobał się nam ten pomysł.

Gdy już połowa materiału na debiut była gotowa, Box zdecydował się dodać do ich muzyki brzmienie hammondów. Początkowo został zatrudniony muzyk sesyjny Colin Wood, lecz przełom nastąpił wraz z zatrudnieniem pod koniec 1969 kolegi Newtona z The Gods Kena Hensleya, który grał również na gitarze. Pod koniec nagrywania albumu z zespołu odszedł Napier. Jego następcą został Nigel „Ollie” Olsson, polecony Byronowi przez Eltona Johna. Już z nim w składzie Uriah Heep ukończył nagrywanie pierwszego albumu zatytułowanego Very ’eavy... Very ’umble, który ukazał się 19 czerwca 1970. Intrygował on charakterystycznym brzmieniem – z dominującymi instrumentami klawiszowymi i gitarami, a także specyficznym śpiewem Byrona. Wydany na singlu „Gypsy” stał się klasykiem grupy. Debiut nie został przyjęty przychylnie przez recenzentów, czego dowodem jest stwierdzenie zamieszczone w Rolling Stones: „jeżeli temu zespołowi się powiedzie, popełnię samobójstwo”. W lutym tego samego roku Olsson powrócił do zespołu Eltona Johna, na jego miejsce został przyjęty Keith Baker. Materiał na drugi album powstał szybko, nagrania ponownie odbyły się w Lansdowne Studios pod okiem Brona. Na Salisbury, który ukazał się w lutym 1971 roku, w roli głównego kompozytora wystąpił Hensley, posiadając wkład we wszystkie utwory, w połowie będąc ich samodzielnym autorem (na debiut większość utworów została napisana przez duet Box/ Byron). Nowy albumu został osadzony w klimatach bardziej progresywnych, czego dowodem jest najdłuższy w karierze grupy utwór, ponad 16-minutowy „Salisbury”. Najbardziej znanym utworem z tego wydawnictwa jest ballada „Lady in Black”, która szczególnie w Niemczech stała się dużym hitem. Jeszcze przed ukazaniem się Salisbury z zespołu odszedł Baker. Jego następcą został Iain Clark (wcześniej Cressida).

### 1971–1973

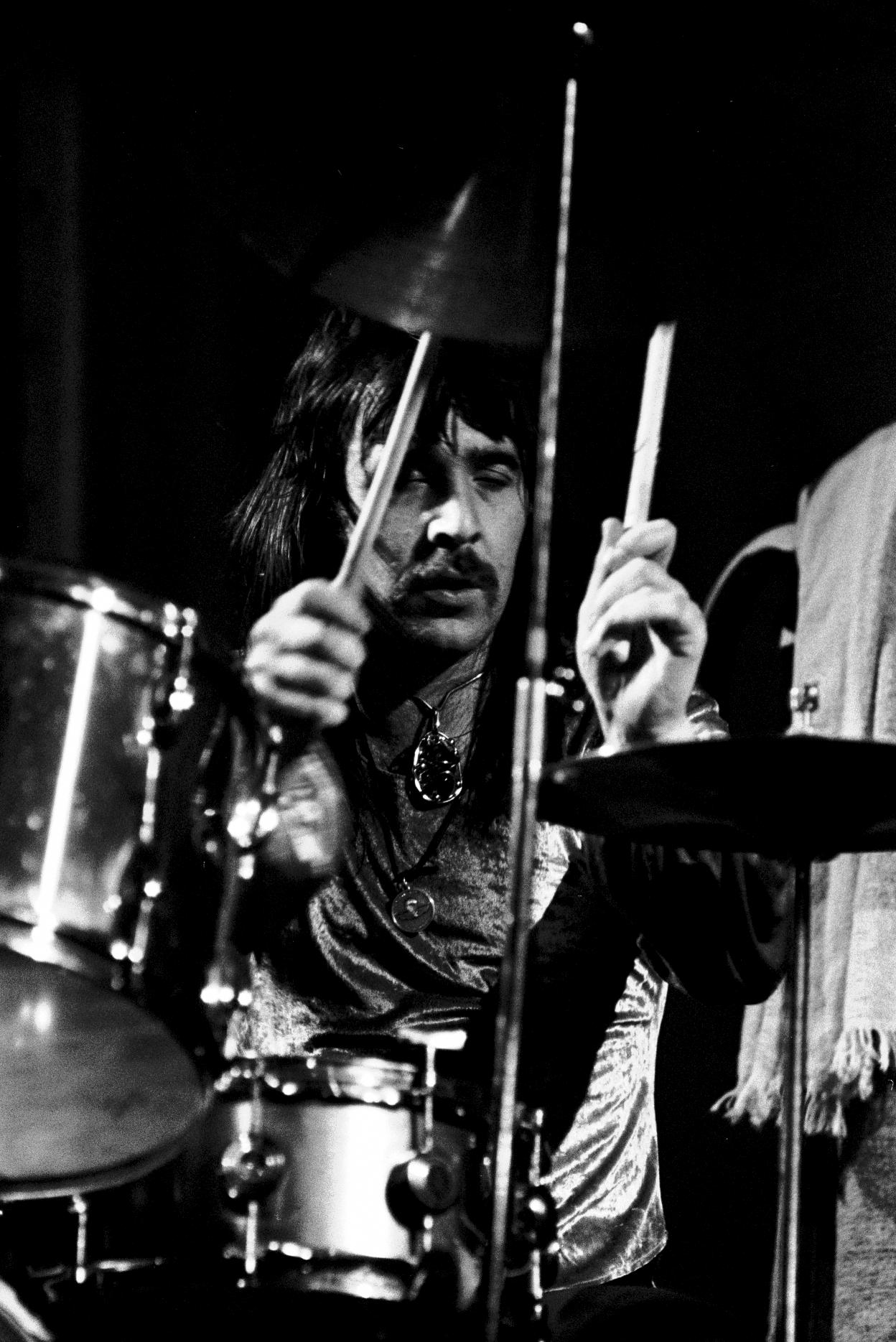
Lee Kerslake, 1973

Na początku 1971 umowa Brona z Vertigo dobiegła końca, zaś on sam założył nową wytwórnię – Bronze. Jej pierwszymi wydawnictwami były reedycje dwóch pierwszych albumów Uriah Heep. Latem 1971 zespół nagrał materiał na kolejny album. Po raz kolejny głównym kompozytorem został Hensley. Wydany w październiku 1971 Look at Yourself okazał się dużym sukcesem, zapewniając pierwszy raz w karierze zespołu miejsce na brytyjskich listach najlepiej sprzedających się albumów. Jest to najmocniejszy album w całej historii grupy, zawiera również jej najsłynniejszy utwór: 10 – minutowy „July Morning”, często porównywany do „Child in Time” Deep Purple i „Stairway to Heaven” Led Zeppelin. Jest to także pierwsze stylistycznie spójne dzieło grupy:

Przez długi czas szukaliśmy naszej muzycznej twarzy. Kiedy dotarliśmy do „Look at Yourself”, czyli do naszego trzeciego albumu, postanowiliśmy zostać zwykłym zespołem rockowym.

Miesiąc po ukazaniu się Look at Yourself z zespołu odeszli Newton i Clark. Na ich miejsca przyjęci zostali basista Mark Clarke i perkusista Lee Kerslake (wcześniej The Gods). W tym składzie został zarejestrowany jeden utwór na nowy album – „Wizard”. W lutym 1972 z zespołu odszedł Clarke, a jego miejsce zajął Gary Thain. Z nim w zespole zostały nagrane pozostałe kompozycje na wydany w maju 1972 Demons & Wizards, który odniósł kolejny sukces artystyczny i komercyjny. Ponownie Uriah Heep zagościło na brytyjskich listach najlepiej sprzedających się albumów, znajdując się na nich przez 11 tygodni i osiągając 20 pozycję. Wydany na singlu „Easy 'Livin” po raz pierwszy w historii grupy zagościł na amerykańskich listach przebojów. Muzycznie album zawierał połączenie hard rocka z rockiem progresywnym. Kontynuacje tej muzycznej drogi można odnaleźć na wydanym pół roku później The Magician’s Birthday. Wraz z nim kolejny utwór w postaci „Sweet Loraine” zagościł w USA na listach przebojów. Po sukcesach trzech albumów studyjnych oraz po ukształtowaniu się stałego składu Uriah Heep nagrał pierwszy album koncertowy w karierze, podwójny Uriah Heep Live. Zawiera on materiał zarejestrowany w Townhall (Birmingham) w styczniu 1973 roku, zaś wydany został w lipcu tego samego roku. Dwa miesiące później światłu dziennemu ukazał się piąty album zespołu zatytułowany Sweet Freedom. Nagrania do niego odbyły się po raz pierwszy poza Lansdowne Studios, w The Chateau d’Herouville we Francji. Sweet Freedom, w porównaniu z poprzednimi dwoma albumami, zawiera prostszą w przekazie muzykę, z większą liczbą syntezatorów i bardziej wysuniętymi do przodu gitarami. Zawiera również jeden z najbardziej znanych utworów grupy – „Stealin'”. Uriah Heep ponownie zaistniał na listach najlepiej sprzedających się albumów w Wielkiej Brytanii docierając do 18 pozycji. Jeszcze w tym samym roku Hensley wydał swój pierwszy album solowy: Proud Words on the Dusty Shelf.

### 1974–1976
1974 rok przyniósł kłopoty z narkotykami (Thain), alkoholem (Byron) oraz emocjonalne (Hensley). Materiał na nowy album, nagrywany w Musicland (Monachium), powstawał w bólach. Odbiło się to na muzyce zawartej na wydanym w czerwcu Wonderworld, najmniej cenionym wydawnictwie z Byronem na wokalu. Wrześniowa trasa koncertowa po Ameryce Północnej pokazała, jak dużym problemem dla grupy stał się nałóg narkotykowy Thaina. Podczas występu w Dallas basista zasłabł i został odwieziony do szpitala. Kolejne koncerty tej trasy oraz trzy planowane w Anglii zostały odwołane. Zaistniała sytuacja była bardzo niekorzystna dla Brona, odpowiedzialnego za sprawy finansowe. Doprowadziła ona do częstych kłótni pomiędzy menadżerem a zespołem, spychając muzykę na dalszy plan. Ostatecznie trzy miesiące później Thain został wyrzucony z Uriah Heep. Niecały rok później, 8 grudnia 1975 został znaleziony martwy w swoim mieszkaniu. Miał 27 lat. Przyczyną śmierci było przedawkowanie heroiny. Zastępcą Thaina został znany z Family i King Crimson John Wetton. Z nim w składzie, z powrotem (po trzyletniej przerwie) w Lansdowne Studios, wiosną 1975 roku, zespół nagrał ósmy album studyjny zatytułowany Return to Fantasy. Okazał się on dużym sukcesem osiągając najwyższe spośród wydanych albumów grupy 7 miejsce na brytyjskich listach sprzedaży. Podczas trasy koncertowej wypadkowi uległ Mick Box. W czasie trwania koncertu w Louisville pijany gitarzysta spadł ze sceny i złamał kość promieniową ręki. W listopadzie 1975 ukazała się pierwsza kompilacja najbardziej znanych utworów zespołu: The Best of Uriah Heep. W tym samym roku dwaj muzycy grupy wydali solowe albumy: Byron debiutancki Take No Prisoners, a Hensley Eager to Please. Między grudniem 1975 a marcem 1976, w Roundhouse Recording, odbyła się sesja nagraniowa do kolejnego albumu zatytułowanego High and Mighty. Stanowił on zwrot ku lżejszej muzyce, bliższej AOR-owi i spokojniejszym odmianom muzyki progresywnej. Po raz pierwszy w historii zespołu jej założyciele: Box i Byron nie uczestniczyli w pisaniu materiału. Całość skomponował Hensley, w dwóch utworach współkompozytorem jest Wetton:

(...) to było jak tworzenie albumu solowego z zespołem. Niektóre z moich najlepszych utworów znajdują się na tym albumie. (it was like making a solo album with the band. I think some of my best songs are on that album)

High ang Mighty okazał się komercyjną porażką, czego powodem była w głównej mierze jego bardzo słaba promocja. Trasa koncertowa ukazała poważne problemy Byrona z alkoholem, który przez większość czasu był pijany. Gdy podczas koncertu w Filadelfii zalany wokalista powiedział do 20 tysięcy zgromadzonych tam fanów: „Możecie iść i pieprzcie się jeśli się wam nie podoba”, Hensley nie wytrzymał i postanowił opuścić zespół. Jednak za namową Byrona powrócił, zaś niedługo później wyrzucono z grupy Byrona. Poza Uriah Heep wokaliście nie powiodło się ani z grupą Rough Diamond, ani w solowej karierze, jak również w walce z nałogiem alkoholowym. W lutym 1985 zawał serca doprowadził do śmierci wówczas 38 letniego Davida Byrona. W sierpniu 1976 szeregi Uriah Heep również opuścił Wetton, który później, w latach 80., osiągnął duży sukces z formacją Asia.

### 1976–1982

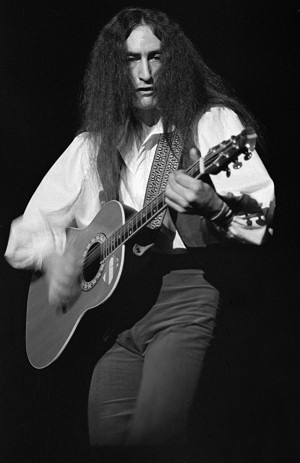
Ken Hensley, 1977

Zespół rozpoczął poszukiwania nowego wokalisty. Wśród kandydatów wymieniano min. Davida Coverdale’a, jednak ostatecznie został nim znany z Lucifer’s Friend John Lawton. Wettona zastąpił Trevor Bolder (m.in. David Bowie). W nowym składzie powstał ósmy studyjny album zatytułowany Firefly, wydany w roku 1977. Po raz kolejny muzyka uległa zmianie, zbliżając się do powstającego wtedy AOR-u. Tym samym Uriah Heep stał się jednym z pionierów nowego stylu. Po wcześniejszych wydarzeniach negatywnie wpływających na wizerunek koncertowy oraz zmianach personalnych, zespół wyruszył w trasę koncertową po Stanach Zjednoczonych jako support Kiss. Trasa zakończyła się sukcesem, a zespół podbudowany takim rozwojem wydarzeń odbył trasę koncertową po Europie już jako gwiazda główna. W następnym roku ukazał się Innocent Victim. Z niego pochodzi jeden z największych hitów grupy: „Free Me”. Sam album okazał się największym sukcesem komercyjnym w Niemczech w historii UH. Wydany w roku 1979 Fallen Angel nie powtórzył sukcesu poprzednika. Muzycy mieli różne wizje na muzykę zespołu: Hensley chciał hitu na miarę „Free Me”, Lawton próbował bardziej melodyjnej formy muzyki rockowej, zaś Box i Bolder myśleli o powrocie do stylu znanego z pierwszych albumów. Jednak przez Brona pełniącego rolę producenta na album trafiły po raz kolejny kompozycje głównie Hensleya. Sam album jest jednym z najmniej lubianych przez samych muzyków, zawierając lekką, wręcz popową muzykę. Lawton rozczarowany zaistniałą sytuacją postanowił w październiku tego samego roku opuścić zespół. Wraz z nim, niezadowolony z faworyzowania przez Brona Hensleya, odszedł Kerslake. Na ich miejsca zostali przyjęci John Sloman i Chris Slade. Nagrana w 1980, jedyna w tym składzie, płyta Conquest okazała się powrotem do muzyki cięższej, bliższej wcześniejszym wydawnictwom oraz rodzącej się wtedy NWoBHM. Jednak nowy wokalista nie pasował głównemu kompozytorowi. Dodatkowo ciągłe pretensje reszty zespołu odnośnie do zamieszczania jedynie utworów Hensleya na albumach doprowadziły ostatecznie do opuszczenia przez niego zespołu. Na jego miejsce przyjęty został znajomy Slomana z Pulsar Gregg Dechert. W tym składzie zarejestrowany został singiel Think It Over, ale już we wrześniu 1980 Sloman odszedł z powodu różnic muzycznych. Bolder i Box próbowali namówić Byrona do powrotu, ten jednak odmówił. Niedługo później Bolder przyjął propozycję dołączenia do Wishbone Ash, tłumacząc odejście chęcią spróbowania czegoś nowego oraz nietolerowaniem Brona dłużej jako menedżera. Zespół opuścił również Dechert. Box został sam z nazwą i kontraktem. Wspierany przez fanów, którzy nie chcieli końca grupy, gitarzysta postanowił ją odbudować:

(...) otrzymywałem wiele listów w stylu: „Właśnie się dowiedziałem, nie pozwól temu umrzeć”. (...) Wtedy pomyślałem, że jeśli będę kontynuował, utrzymam również przy życiu pamięć o Davidzie Byronie.

Najpierw ściągnął z powrotem Kerslake’a, który opuścił wtedy Ozzy’ego Osbourne’a. Wraz z nim od Ozzy’ego odszedł basista Bob Daisley, który natychmiast został zwerbowany do „nowego” Uriah Heep. Pozycję na instrumentach klawiszowych przejął John Sinclair, zaś wokalną, już wcześniej starający się o dołączenie do zespołu, Peter Goalby. Po ukształtowaniu się składu, rozpoczęły się prace nad nową płytą.

### 1982–1989
W marcu 1982 światło dzienne ujrzało 14 studyjne dzieło grupy – Abominog. Album spotkał się z pozytywnym przyjęciem krytyki, jedyne negatywne uwagi odnosiły się do mocno „amerykańskiego” brzmienia, za które odpowiadał Ashley Howe. Zespół osiągnął również sukces komercyjny, a wraz z singlem The Way That It Is wkroczył na antenę MTV. Następny album – Head First – był kontynuacją muzycznej drogi znanej z poprzednika. Niedługo po jego wydaniu Bob Daisley opuszcza Uriah Heep i wraca do zespołu Ozzy’ego. Jego miejsce zajmuje wracający z Wishbone Ash Bolder. Już z nim w składzie zespół ruszył na jedną z najbardziej intensywnych tras koncertowych, będąc supportem między innymi dla: Rush, Judas Priest czy Def Leppard oraz grając w takich krajach jak Nowa Zelandia, Indie czy Malezja. W międzyczasie Uriah Heep opuścił Bronze Records, wytwórnię, z którą związany był 12 lat. Wydany w barwach nowej wytwórni – CBS – Equator nie powtórzył sukcesu dwóch poprzednich albumów. Według Goalby’ego zespół nie dysponował wystarczającą ilością czasu na pisanie i nagrywanie utworów w wyniku ciągłego koncertowania. Box w głównej mierze winił ówczesnego wydawcę za bardzo słabą promocję wydawnictwa. Również trasa koncertowa nie odbyła się bez problemów – Goalby prawie stracił swój głos i dopiero w połowie trasy był zdolny występować. W 1985 ukazuje się pierwsze wydawnictwo wideo (na VHS) Easy Livin’ – a History of Uriah Heep zawierające nagrania koncertowe i promocyjne wideoklipy z lat 1974–1984. Pod koniec roku Goalby opuścił szeregi grupy, a niedługo później w jego ślady poszedł klawiszowiec John Sinclair, który znalazł posadę u Ozzy’ego. Na miejsce Sinclaira zwerbowany został Phil Lanzon, zaś rolę wokalisty objął w czerwcu 1986 Steff Fontain. Ten drugi utrzymał się w składzie jedynie niecałe 3 miesiące ze względu na swoje nieprofesjonalne podejście do grania. W międzyczasie ukazały się dwa albumy koncertowe zespołu: Live in Europe 1979, prezentujący oblicze grupy z Lawtonem w składzie, i Live at Shepperton ’74 z Byronem na wokalu. Pod koniec 1986 roku Box znalazł w końcu odpowiedniego wokalistę – Berniego Shawa (m.in. Praying Mantis). Zespół zmienił również ekipę menadżerską podpisując umowę z Miracle Group. Dzięki temu Uriah Heep zdobył możliwość bycia pierwszą zachodnią grupą rockową, która zagrała w Związku Radzieckim. Koncerty odbyły się pod koniec 1987 roku w Moskwie i trwały przez dziesięć dni przy łącznym udziale 180 tysięcy widzów:

Potęga muzyki zaciera wszelkie granice. Czułem się uhonorowany. W pewien sposób byliśmy pionierami, ponieważ dzięki sukcesowi, jaki odnieśliśmy, inne zespoły mogły podążać za nami.

W roku 1988 ukazał się koncertowy album Live in Moscow, upamiętniający to wydarzenie oraz zawierający trzy nowe utwory. Album studyjny nagrany w nowym składzie ukazał się rok później. Raging Silence stanowił powrót do bardziej hardrockowego brzmienia zespołu, w czym zasługa również nowego producenta Richarda Dodda. Jeszcze przed premierą nowej płyty Uriah Heep po raz pierwszy w karierze zagrał w Polsce (16 marca 1989 we Wrocławiu). Później nagrał również materiał podczas koncertu w Londynie na wideo Raging through the Silence.

### Od 1990

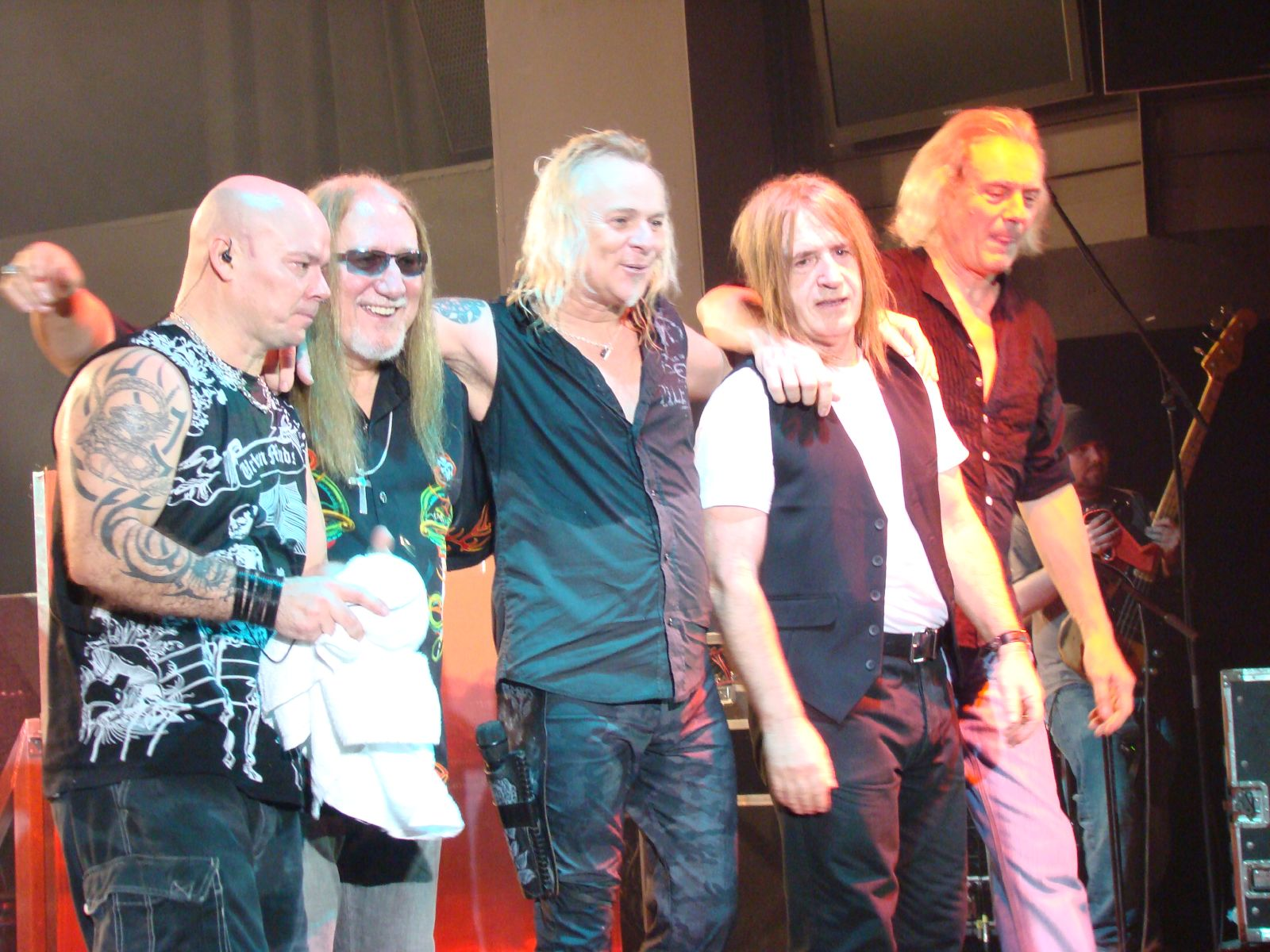
Uriah Heep, 2008

W 1990 ukazały się kolejne dwa wydawnictwa wideo: Live Legends zawierający koncert z okazji dwudziestolecia zespołu (wydany na DVD w 2004) oraz Gypsy z koncertem z 1985 roku z londyńskiego Camden Palace. W tym samym roku ruszyły prace nad kolejnym albumem studyjnym, jednak z powodu ciągłego koncertowania pisanie i nagrywanie materiału przedłużało się. Dodatkowo doszły problemy z producentem, ponieważ odpowiedzialny za ostatni krążek Richard Dodd nie był w tym czasie osiągalny. Jego obowiązki niespodziewanie przejął Trevor Bolder. Ostatecznie Different World ukazał się na początku 1991 roku i stanowił muzyczną kontynuację Raging Silence. Zakończył również współpracę zespołu z wytwórnią Legacy Recors, która wydała także poprzedni krążek zespołu. W tym samym roku ukazała się płyta kompilacyjna Rarities from the Bronze Age zawierająca ciężko dostępne utwory z czasów gdy Uriah Heep był częścią Bronze Records. Dwa lata później ukazuje się album The Lansdowne Tapes zawierający mało znane utwory z początkowego okresu w karierze zespołu (lata 1969–1971). Tymczasem grupa nagrywała materiał na kolejny album, szukając jednocześnie nowej wytwórni płytowej spełniającej wszystkie jej wymagania. 19 studyjne dzieło Brytyjczyków, zatytułowane Sea of Light ukazało się w kwietniu 1995 roku w barwach Castle Records. Album stanowił powrót do stylu prezentowanego przez Uriah Heep na początku lat 70. Spotkał się z ciepłym przyjęciem krytyki, często pojawiały się opinie, iż jest to najlepszy album zespołu od wielu lat. Wydany trzy lata później w barwach kolejnej, nowej wytwórni – Eagle Records, Sonic Origami stanowił zwrot ku łagodniejszej muzyce. Kolejne lata okazały się bardzo intensywne pod względem koncertowym. 7 grudnia 2001 doszło do spotkania na jednej scenie Uriah Heep z jego byłymi muzykami: Kenem Hensleyem i Johnem Lawtonem. Wydarzenie to ukazało się jako album koncertowy i DVD rok później pod nazwą The Magician's Birthday Party. Oprócz tego wydawnictwa między rokiem 2000 a 2006 ukazało się pięć albumów koncertowych (w tym cztery również na DVD) oraz 5 DVD. W styczniu 2007 szeregi zespołu ze względów zdrowotnych opuścił Lee Kerslake. Tym samym zaszła potrzeba pierwszej od ponad 20 lat zmiany w składzie. Dwa miesiące później posadę perkusisty objął Russell Gilbrook. W nowym składzie, w lecie 2007 roku, zespół nagrał pierwszy od prawie 10 lat album. Z powodu przejęcia Sanctuary Records przez Universal Music nowe wydawnictwo ukazało się dopiero wiosną roku następnego. Wake the Sleeper stanowił powrót do korzeni zespołu, do klasycznego hardrockowego brzmienia. Rok później, po trasie koncertowej, zespół wydał kolejny album zatytułowany Celebration – 40 Years of Rock. Zawiera on nagrane w nowym składzie, w studyjnych warunkach, klasyczne utwory zespołu oraz dwa nowe. Album został wydany z okazji 40 rocznicy powstania Uriah Heep. Po kolejnej trasie koncertowej zespół zaszył się w studiu, aby 15 kwietnia 2011 roku, nakładem Frontiers Records, wydać kolejny studyjny album Into the Wild. Jest on kontynuacją drogi zapoczątkowanej na „Wake the Sleeper”, czyli powrotem do klasycznego brzmienia z lat 70.

## Muzycy

### Obecny skład zespołu
- Mick Box – gitara prowadząca, śpiew (od 1969)
- Bernie Shaw – śpiew (od 1986)
- Phil Lanzon – instrumenty klawiszowe, śpiew (od 1986)
- Russell Gilbrook – perkusja (od 2007)
- Davey Rimmer – gitara basowa (od 2013)

### Byli członkowie
- Ken Hensley (zmarły)[11] – instrumenty klawiszowe, gitara, śpiew (1969–1980)
- David Byron (zmarły) – śpiew (1969-1976)
- Trevor Bolder (zmarły) – gitara basowa, śpiew (1976–1981 i 1983–2013)
- Paul Newton – gitara basowa, śpiew (1969–1971)
- Alex Napier – perkusja (1969–1970)
- Nigel Olsson – perkusja (1970)
- Keith Baker – perkusja (1970-1971)
- Ian Clarke – perkusja (1971-1972)
- Mark Clark – gitara basowa, śpiew (1972)
- Gary Thain (zmarły) – gitara basowa, śpiew (1972–1975)
- John Wetton (zmarły) – gitara basowa, śpiew (1975-1976)
- John Lawton (zmarły)[12] – śpiew (1977–1979)
- Chris Slade – perkusja (1979-1981)
- John Sloman – śpiew (1979-1981)
- Gregg Dechert – instrumenty klawiszowe, śpiew (1980-1981)
- John Sinclair – instrumenty klawiszowe, śpiew (1982-1985)
- Bob Daisley – gitara basowa, śpiew (1982-1983)
- Peter Goalby – śpiew (1982-1985)
- Steff Fontaine – śpiew (1986)
- Lee Kerslake (zmarły) – perkusja, śpiew (1972–1979 i 1982–2007)

## Dyskografia

### Albumy studyjne
- 1970 Very ’eavy... Very ’umble
- 1971 Salisbury
- 1971 Look at Yourself
- 1972 Demons & Wizards
- 1972 The Magician’s Birthday
- 1973 Sweet Freedom
- 1974 Wonderworld
- 1975 Return to Fantasy
- 1976 High and Mighty
- 1977 Firefly
- 1977 Innocent Victim
- 1978 Fallen Angel
- 1980 Conquest
- 1982 Abominog
- 1983 Head First
- 1985 Equator
- 1989 Raging Silence
- 1991 Different World
- 1995 Sea of Light
- 1998 Sonic Origami
- 2008 Wake the Sleeper
- 2011 Into The Wild
- 2014 Outsider
- 2018 Living The Dream
- 2023 Chaos & Colour[13]

### Albumy koncertowe
- 1973 Uriah Heep Live
- 1986 Live at Shepperton '74
- 1986 Live in Europe 1979
- 1988 Live in Moscow
- 1996 Spellbinder Live
- 1997 King Biscuit Flower Hour Presents In Concert
- 2000 Future Echoes Of The Past
- 2001 Acoustically Driven
- 2001 Electrically Driven
- 2002 The Magician's Birthday Party
- 2003 Live in the USA
- 2004 Magic Night
- 2009 Official Live Bootlegs
- 2010 Live At Sweden Rock Festival 2009
- 2010 Live in Budapest Hungary 2010
- 2011 Live In Kawasaki Japan 2010
- 2011 Live in Armenia

### Kompilacje (wydania brytyjskie)
- 1975 The Best of ...
  - wersja zremasterowana ukazała się 1996 z inną nazwą – The Best Of ... Part 1
- 1985 Anthology
- 1986 Anthology volume one
- 1988 Collection
- 1989 The Collection
- 1989 Ironstrike – 14 Rock Hard Hits
- 1989 Milestones
- 1990 Still 'Eavy, Still Proud
- 1990 Two Decades in Rock
- 1991 Echoes in the Dark
- 1991 Rarities from the Bronze Age
- 1993 The Lansdowne Tapes
- 1997 The Best of ... Part 2
- 2000 Travellers In Time – Anhology Vol. 1
- 2000 Easy Livin'
- 2001 Blood on Stone – Anthology Volume II
- 2001 Empty The Vaults: The Rarities
- 2001 Come Away Melinda
- 2001 Remasters: The Official Anthology
  - w 2004 ukazała się re-realizacja posiadająca inną nazwę – Uriah Heep Gold's
- 2002 The Lansdowne Tapes – 2CD Expanded Edition
- 2002 The Very Best of
- 2002 Between Two Worlds
- 2003 The Very Best of
- 2003 The Ultimate Collection
- 2004 Revelations – the Uriah Heep Anthology
- 2004 Rainbow Demon – Heep Live and in the Studio 1994 – 98
- 2006 The Very Best of
- 2006 Easy Livin’ – the Singles A’s & B’S
- 2007 Platinum Collection
- 2007 Loud, Proud & Heavy – the Best of
- 2009 Celebration

### Wideo
- 1985 Easy Livin’ – a History of Uriah Heep
- 1989 Raging through the Silence
- 1990 Gypsy
- 1990 Live Legends
  - wersja DVD ukazała się w 2004 roku z inną nazwą – Rock Legends
- 1995 Live in Moscow
  - wersja DVD ukazała się w 2002 roku z inną nazwą – Moscow And Beyond ..
- 2000 The Legend Continues
- 2001 Sailing the Sea of Light
- 2001 Acoustically Driven
- 2002 The Magician’s Birthday Party
- 2003 Live in the USA
- 2004 Magic Night
- 2004 The Ultimate Anthology
- 2004 Classic Heep Live from the Byron Era
- 2005 Between Two Worlds
- 2005 The Live Broadcasts